# فيليبي سيلفا كوريا دوس سانتوس
فيليبي سيلفا كوريا دوس سانتوس هو لاعب كرة قدم برازيلي في مركز نصف الجناح، ولد في 1997 في ساو باولو في البرازيل. لعب مع نادي ماريبور.